# Jordy Caicedo
Pour les articles homonymes, voir Caicedo.
Jordy Caicedo, né le 18 novembre 1997 à Machala, est un footballeur international équatorien. Il joue au poste d'attaquant au Sporting de Gijón, en prêt de l'Atlas FC.

## Biographie

### En club
Lors de la première partie de saison 2021-2022, il se met en évidence en marquant douze buts dans le championnat de Bulgarie.

### En sélection
Avec les moins de 20 ans, il participe au championnat sud-américain des moins de 20 ans en 2017. Lors de cette compétition organisée dans son pays natal, il joue neuf matchs. Il se met en évidence en marquant trois buts : deux buts lors de la double confrontation face à la Colombie, et un but contre l'Argentine. Avec un bilan de quatre victoires, deux nuls et trois défaites, l'Équateur se classe deuxième du tournoi. Il dispute ensuite quelques mois plus tard la Coupe du monde des moins de 20 ans qui se déroule en Corée du Sud. Lors du mondial junior, il joue trois matchs. Il marque un but en phase de poule contre l'Arabie saoudite. Avec un bilan d'un nul et deux défaites, l'Équateur est éliminé dès le premier tour.
Il reçoit sa première sélection en équipe d'Équateur le 4 juin 2021, lors des éliminatoires de la Coupe du monde 2022 contre le Brésil. Il entre à la 76e à la place d'Enner Valencia et son équipe s'incline 2-0.
Il est ensuite retenu par le sélectionneur Gustavo Alfaro afin de participer à la Copa América 2021 organisée au Brésil. Lors de ce tournoi, il joue deux matchs. L'Équateur s'incline en quart de finale face à l'Argentine.

## Statistiques

### En sélection nationale
| Saison                | Sélection             | Phases finales        | Phases finales | Phases finales | Phases finales | Éliminatoires CDM | Éliminatoires CDM | Éliminatoires CDM | Matchs amicaux | Matchs amicaux | Matchs amicaux | Total | Total | Total |
| Saison                | Sélection             | Compétition           | M              | B              | Pd             | M                 | B                 | Pd                | M              | B              | Pd             | M     | B     | Pd    |
| --------------------- | --------------------- | --------------------- | -------------- | -------------- | -------------- | ----------------- | ----------------- | ----------------- | -------------- | -------------- | -------------- | ----- | ----- | ----- |
| 2020-2021             | Équateur              | Copa América 2021     | 2              | 0              | 0              | 2                 | 0                 | 0                 | -              | -              | -              | 4     | 0     | 0     |
| 2021-2022             | Équateur              | -                     | -              | -              | -              | 4                 | 1                 | 0                 | 2              | 1              | 0              | 6     | 2     | 0     |
| 2023-2024             | Équateur              | Copa América 2024     | 3              | 0              | 0              | 2                 | 0                 | 0                 | 2              | 1              | 0              | 7     | 1     | 0     |
| Total sur la carrière | Total sur la carrière | Total sur la carrière | 5              | 0              | 0              | 8                 | 1                 | 0                 | 4              | 2              | 0              | 17    | 3     | 0     |

## Palmarès

### En équipe nationale
Équateur
- Championnat sud-américain des moins de 20 ans (0) : 
  - Deuxième : 2017.

### En club
CSKA Sofia
- Coupe de Bulgarie (1) : 
  - Vainqueur : 2020-21.
- Supercoupe de Bulgarie (0) : 
  - Finaliste : 2021.